# Kootenay-Ouest
Pour les articles homonymes, voir Kootenay (homonymie).
Kootenay-Ouest est une ancienne circonscription électorale fédérale de la Colombie-Britannique, représentée de 1917 à 1988.
La circonscription de Kootenay-Ouest est créée en 1914 d'une partie de Kootenay. Abolie en 1987, elle est incorporée à la circonscription de Kootenay-Ouest—Revelstoke.

## Géographie
En 1914, la circonscription de Kootenay-Ouest comprenait:
- Les districts électoraux provinciaux de Nelson-City, Ymir, Rossland-City, Slocan, Kaslo et Revelstoke

## Députés
1. 1917-1921 — Robert Francis Green, CON
2. 1921-1925 — Levi William Humphrey, PPC
3. 1925-1945 — William Kemble Esling, CON
4. 1945-1968 — Herbert Wilfred Herridge, CCF/NPD
5. 1968-1974 — Randolph Harding, NPD
6. 1974-1980 — Robert Brisco, PC
7. 1980-1984 — Lyle Kristiansen, NPD
8. 1984-1988 — Robert Brisco, PC (2)

- CCF = Co-Operative Commonwealth Federation
- CON = Parti conservateur du Canada (ancien)
- NPD = Nouveau Parti démocratique
- PC = Parti progressiste-conservateur
- PPC = Parti progressiste du Canada